# Uffenheim

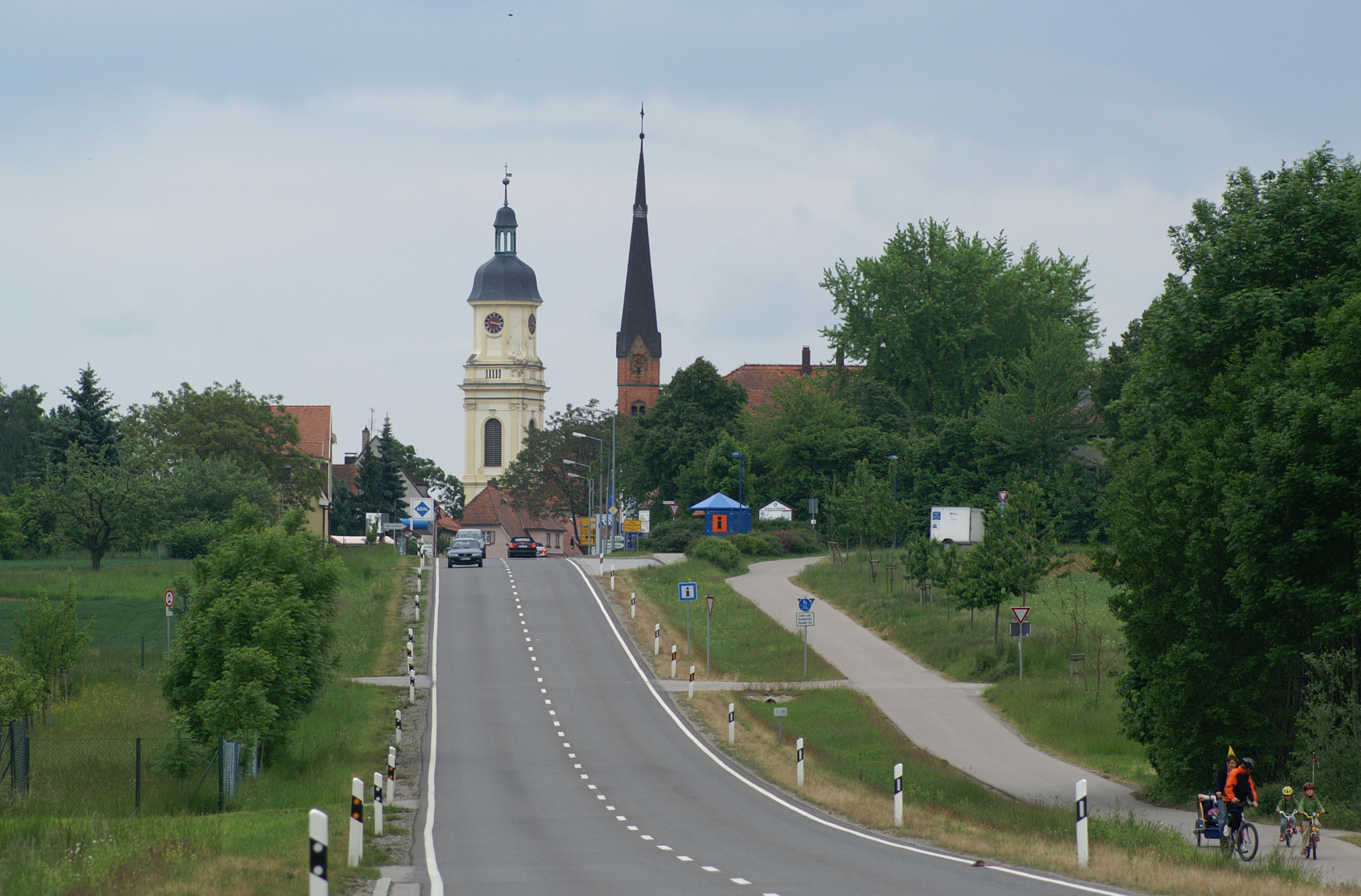
Uffenheim von Nordwesten

Uffenheim ([ˈʊfn̩ˌhaɪ̯m] ⓘ, fränkisch: Ufni) ist eine Stadt im Landkreis Neustadt an der Aisch-Bad Windsheim (Mittelfranken, Bayern). Sie ist Sitz der Verwaltungsgemeinschaft Uffenheim.

## Geographie

### Geologie und Landschaftsraum
Geologisch liegt Uffenheim in den wenig verbogenen Sedimentschichten des Unterkeupers. Sie bestehen aus Tonen und Mergeln mit Kalk- und Sandsteinbänken. Der Werksandstein in der Mitte der Abfolge steht hier mit mehreren Metern Mächtigkeit an. Im Osten der Stadt liegt ein Aufwölbungszentrum des Uffenheimer Sattels. Die unter dem Keuper liegenden Kalksteine des Oberen Muschelkalks werden von der von Ost nach West fließenden Gollach bis zu 20 Meter angeschnitten. Sie wurden im Bereich der Oberen Mühle abgebaut. Aus der größeren Härte der Gesteine des Muschelkalks ergeben sich steilere Taleinschnitte der Gollach und ihrer Nebenbäche im Vergleich zur Umgebung. In den Eiszeiten wurde das Relief über weite Teile mit Löss bedeckt. Die fruchtbaren Böden, die sich dort entwickelt haben, sind Grundlage für die starke ackerbauliche Prägung der Landschaft. Uffenheim liegt im Gollachgau, der gemeinsam mit dem landschaftlich sehr ähnlichen Ochsenfurter Gau die naturräumliche Haupteinheit Ochsenfurter Gau und Gollachgau bildet, die innerhalb der Mainfränkischen Platten liegt.
Das Klima ist ganzjährig feucht mit durchschnittlichen Niederschlägen von 644 mm pro Jahr und Durchschnittstemperaturen um 8,3 °C.

### Topographie
Das Gemeindegebiet weist ein flachhügeliges Relief auf und besteht hauptsächlich aus Acker- und Grünland. Lediglich im Süden gibt es einige kleine Waldgebiete. Durch das Gemeindegebiet fließt die Gollach, ein rechter Nebenfluss der Tauber.

### Nachbargemeinden
Nachbargemeinden sind (von Norden beginnend im Uhrzeigersinn): Weigenheim, Markt Nordheim, Ergersheim, Gallmersgarten, Ohrenbach, Adelshofen, Simmershofen, Gollhofen.

### Gemeindegliederung
Die Gemeinde hat 13 Gemeindeteile (in Klammern ist der Siedlungstyp angegeben):
- Aspachhof (Einöde)
- Brackenlohr (Dorf)
- Custenlohr (Kirchdorf)
- Hinterpfeinach (Weiler)
- Kleinharbach (Dorf)
- Langensteinach (Pfarrdorf)
- Rudolzhofen (Kirchdorf)
- Schafhof (Weiler)
- Uffenheim (Hauptort)
- Uttenhofen (Kirchdorf)
- Vorderpfeinach (Weiler)
- Wallmersbach (Pfarrdorf)
- Welbhausen (Kirchdorf)

Mittlere Mühle, Obere Mühle und Riedmühle zählen zum Gemeindeteil Uffenheim. Dorfmühle und Zollhaus sind Wüstungen auf dem Gemeindegebiet von Uffenheim.
Es gibt auf dem Gemeindegebiet die Gemarkungen Brackenlohr, Custenlohr, Langensteinach, Rudolzhofen, Uffenheim, Uttenhofen, Wallmersbach und Welbhausen. Die Gemarkung Uffenheim hat eine Fläche von 12,513 km². Sie ist in 3806 Flurstücke aufgeteilt, die eine durchschnittliche Fläche von 3287,64 m² haben. In ihr liegt neben dem namensgebenden Ort der Gemeindeteil Schafhof.

## Geschichte

### Archäologie
Die langjährigen Forschungen des Archäologischen Arbeitskreises am Gollachgaumuseum haben nicht nur für das Umland, sondern auch für die Frühgeschichte der Stadt wichtige neue Erkenntnisse geliefert, die 1999 in einem ersten Vorbericht publiziert wurden: Dazu gehören nicht nur Hinweise auf die Verteilung der mittelalterlichen Siedlungsaktivitäten über das Stadtgebiet, sondern vor allem der Nachweis eines frühen Siedlungskernes am Nordufer des Hainbaches im Bereich des heutigen Schweinemarktes spätestens aus dem 7. Jh. Ergänzend dazu ergaben sich neue Erkenntnisse durch die Ausgrabungen im Zusammenhang mit dem Neubau des Finanzamtes am Schlossplatz, die nicht nur Hinweise auf massive Geländeveränderungen mit bis zu 10 m hohen Auffüllungsschichten seit dem hohen Mittelalter lieferten. Damals konnte nachgewiesen werden, dass eine ältere Stadtmauer im unteren Bereich der Schlossstraße bestand. Die südliche Begrenzungsmauer des Schlossgrabens konnte auf das 12./13. Jh. datiert werden und lieferte erstmals einen Hinweis auf ein höheres Alter der Vorgängerburg.
Den vorläufigen Höhepunkt der Forschungen von 2001 bis 2009 bildeten aber in den Kellern des Schlosses – ergänzt mit einer Sondierungsmaßnahme 2016 – die Auffindung einer 8,5 × 13 m großen Steinkirche mit halbrunder Apsis im Osten, die in ihren Außenmauern teilweise noch bis zu zwei Meter hoch erhalten ist, samt den Resten eines Altarblocks. Sowohl die Mauertechnik, als auch C14-Proben aus mehreren Bereichen lassen mit großer Wahrscheinlichkeit darauf schließen, dass unmittelbar neben dem heutigen Schlosstor eine Kirche des 11. Jahrhunderts vermauert erhalten ist. Das wirft völlig neue Fragen zur Frühgeschichte Uffenheims, nach seinen Erbauern und nach dem Verhältnis zur Pfarrkirche St. Johannes auf. Nebenbei bemerkt dürfte es sich hier – nach der Krypta von Roßtal – um einen der ältesten erhaltenen Kirchenräume Mittelfrankens handeln.

### Bis zum 19. Jahrhundert
Der Ort wurde 1103 als „Offenheim“ erstmals urkundlich erwähnt. Das Bestimmungswort des Ortsnamens ist Offo, der Personenname des Siedlungsgründers. Darin bezeugt der Edelfreie Burckhart von Uffenheim mit seinen beiden Söhnen die umfangreiche Schenkung des Ritters Diemar von Röttingen, der all sein Eigentum dem Kloster Hirsau überließ.
Die Vorfahren des Burkhard von Uffenheim lassen sich nach einer neuen Studie (noch ohne Familiennamen) in der Region bis um 1050 zurückverfolgen. Ihre Bedeutung als Edelfreie von Uffenheim wird dort aufgezeigt. Sie haben über drei Generationen als Burgherren von Uffenheim auch die Umgebung mitgeprägt, aber um 1170 ihre Position hier aufgegeben und sind in den Steigerwald umgezogen. Zu den Beweisen dafür zählt eine Schenkung des Wasmut von Speckfeld 1217 in Uffenheim an den Deutschen Orden vor seinem Aufbruch zum Kreuzzug. Vermutlich in Uffenheim geboren wurde der bedeutende Geistliche Burkhard, der seit 1172 das Amt des Propstes von St. Maria und St. Gangolf in der Theuerstadt ausübte und seit 1183 zusätzlich das des Bamberger Domdekans, bis er im Sommer 1190 starb.
Nach einer Periode unklarer Herrschaftsverhältnisse übernahmen um 1217 die Reichsministerialen von Uffenheim Burg und Ortsherrschaft und hatten im Auftrag der Staufer die Region in den Kämpfen dieser Zeit zu sichern. Sie waren mit den Herren von Burleswagen verwandt, was aus einer Urkunde aus dem Jahr aus dem Jahr 1227 hervorgeht, worin Ludwig von Uffenheim Friedrich von Burleswagen als seinen Bruder bezeichnet. Aufgrund ihrer Unterstützung für den aufständischen Königssohn Heinrich (VII.) mussten sie 1235 ihre Burg Virnsberg abtreten, was ihren Niedergang einläutete.
Von ihnen zu unterscheiden sind die Würzburger Dienstmannen mit dem Beinamen Sweimar von Uffenheim, die sich nur kurze Zeit (1227–1258) nach dem Ort nennen und vielleicht auf der Burg im Osten der Stadt im heutigen Schlösslesbuck saßen.
Jedenfalls gelangte Uffenheim 1265/69 an die aufstrebenden Herren von Hohenlohe, die den Ort für mehr als ein Jahrhundert prägten und weiterentwickelten. Im Jahre 1349 erhielt Uffenheim unter den Edlen von Hohenlohe von Kaiser Karl IV. das Stadtrecht. Das war der formale Abschluss eines längeren Prozesses, der bald nach der Übernahme durch die Hohenlohe mit der Einsetzung eines Schultheißen (vor 1281), der Erwähnung eines Getreidemasses (1288), der Erhebung zur Pfarrei (vor 1290) und dem Entstehen einer kleinen jüdischen Gemeinde (um 1300) begann. Die Lage an einer alten Fernstraße (erwähnt 1298) mit dem Geleitrecht der Herren von Hohenlohe nutzten diese zum Einsetzen eines Richters (1316), eines Amtmannes (1338) und eines Stadtgerichtes (1340) mit Kompetenzen für das Umland. Das Anwachsen der jungen Stadt zeigt die Gründung einer Frühmesse (1349) und eines Spitals 1360 durch den Stadtherrn Gerlach von Hohenlohe, der noch kurz vor seinem Bankrott eine eigene Uffenheimer Münzprägung installierte und den Zuzug von Kaufleuten und dem Landadel in seine Residenzstadt förderte.
Im Jahre 1378 wurde die Stadt an die Burggrafen von Nürnberg verkauft. Damals hatte die Altstadt allerdings noch nicht die heutige Größe erreicht, sondern reichte nach der Rekonstruktion von G. Rechter nach Norden nur bis zum Rathaus und nach Süden bis zum Schweinemarkt. Erst um 1400 unter maßgeblicher Förderung der Nürnberger Burggrafen mit Steuerprivilegien und persönlichen Besuchen wurden annähernd die heutige Größe erreicht und das 1360 vor der Stadtmauer gegründete Spital mit einbezogen. Verschieden Baumaßnahmen haben gezeigt, dass vor allem im Südwesten der Stadt in der Schlossniederung offenbar noch weitere Ausbauten erst nach der Zerstörung im Markgrafenkrieg von 1462 entstanden sind.
1427 verkauften die Hohenzollern die Nürnberger Burggrafenburg und das -amt an die Reichsstadt Nürnberg. Aus dem verbliebenen Rest der Burggrafschaft gingen die beiden Markgraftümer Brandenburg-Ansbach und Brandenburg-Kulmbach hervor.
Schon 1528 führten die Hohenzollern als Markgrafen die Reformation ein. Ab 1500 lag die Markgrafschaft im Fränkischen Reichskreis.
Gegen Ende des 18. Jahrhunderts gab es in Uffenheim 205 Anwesen. Das Hochgericht übte das ansbachische Oberamt Uffenheim aus. Das Kasten- und Stadtvogteiamt Uffenheim war Grundherr sämtlicher Anwesen.
Von 1791 bis 1806 waren die beiden fränkischen Markgrafschaften Ansbach-Bayreuth und damit auch Uffenheim preußisches Territorium, wobei der Freiherr von Hardenberg seine berühmten Reformen auch in diesem Gebiet erprobte. Von 1797 bis 1808 unterstand Uffenheim dem preußischen Justiz- und Kammeramt Uffenheim.
1806 kam der Ort an das Königreich Bayern. Mit dem Gemeindeedikt (frühes 19. Jahrhundert) wurde der Steuerdistrikt Uffenheim gebildet. Zu diesem gehörten Fallhaus, Hummelsberg, Mittlere Mühle, Obere Mühle und Riedmühle. Wenig später entstand die Munizipalgemeinde Uffenheim, die deckungsgleich mit dem Steuerdistrikt war. Sie war in Verwaltung und Gerichtsbarkeit dem Landgericht Uffenheim zugeordnet und in der Finanzverwaltung dem Rentamt Uffenheim (1919 in Finanzamt Uffenheim umbenannt). Ab 1862 war das Bezirksamt Uffenheim für die Verwaltung der Gemeinde zuständig (1939 in Landkreis Uffenheim umbenannt). Die Gerichtsbarkeit blieb beim Landgericht Uffenheim (1879 in Amtsgericht Uffenheim umbenannt), seit 1973 ist das Amtsgericht Neustadt an der Aisch zuständig. Die Gemeinde hatte 1964 eine Gebietsfläche von 12,529 km².
In den Jahrzehnten der Industrialisierung blieb Uffenheim kleinstädtisch und Mittelpunkt des fruchtbaren Gollachgaus.
Ab 1848 wurde Mittelfranken in vier Beschälstationen eingeteilt, und Uffenheim bildete mit Neustadt die vierte davon.

### 20. Jahrhundert
Als prominente Hauptredner traten am 9. September 1928 Gregor Strasser und Julius Streicher bei einer Kundgebung von NSDAP unter Beteiligung des Neustädter Sturm 20 in Uffenheim auf. Im selben Jahr wurde das Uffenheimer Tageblatt. Unabhängige, nationale Bauern- und Mittelstandszeitung von dem Scheinfelder Gastwirt und Politiker Wilhelm Holzwarth mit Theo Holzwarth gegründet. 1930 beklagte Frieda Saueracker, geborene Schuh, aus Ermetzhofen bei Julius Streicher den für die NSDAP „schädlichen Einfluss, den die Holzwarthsche Zeitung“ ausübte. Nach Zerstörung der Redaktionsräume durch örtliche Nationalsozialisten mit einem Sprengsatz verließ Wilhelm Holzwarth 1932 Uffenheim.
Zentrum des kulturellen und gesellschaftlichen Lebens in Uffenheim ist die Stadthalle. Zuvor stand an der Stelle der heutigen Stadthalle die 1911/13 errichtete städtische Turnhalle, die nach den Plänen des Architekten Ernst Gebert aus Uffenheim errichtet wurde. Die Turnhalle wurde im Zweiten Weltkrieg zerstört, ein Neubau der Halle erfolgte 1955/56 als zeitgenössisch filigraner moderner Stahlbetonskelettbau mit einer Wellplatteneindeckung. Die Mehrzweckhalle wurde nun als Theater- und Veranstaltungsort sowie als Schulsporthalle gebaut. In den Jahren 2005 bis 2007 wurde die Stadthalle restauriert und barrierefrei ausgebaut.
Der Landkreis Uffenheim, der bis zum 1. Juli 1972 bestand, gehört seit der Gebietsreform zum Landkreis Neustadt an der Aisch (ab dem 1. Mai 1973 Landkreis Neustadt an der Aisch-Bad Windsheim). Aufgrund überregionaler Verkehrsanbindungen und Verbesserungen in der Infrastruktur wurde Uffenheim zum möglichen Mittelzentrum aufgestuft.

### Eingemeindungen
Im Rahmen der Gebietsreform in Bayern wurden am 1. Januar 1972 die Gemeinden Brackenlohr (mit Aspachhof), Rudolzhofen und Welbhausen eingegliedert. Am 1. Juli 1972 kam Custenlohr (mit Hinterpfeinach und Vorderpfeinach) hinzu. Uttenhofen folgte am 1. Januar 1978. Die Reihe der Eingemeindungen wurde am 1. Mai 1978 mit der Eingliederung von Langensteinach (mit Kleinharbach) und Wallmersbach abgeschlossen.

### Einwohnerentwicklung
Im Zeitraum 1988 bis 2018 stieg die Einwohnerzahl von 5640 auf 6518 um 878 Einwohner bzw. um 15,6 %.
Gemeinde Uffenheim
| Jahr      | 1987   | 2007   | 2008   | 2009   | 2010   | 2011   | 2012   | 2013   | 2014   | 2015   | 2016   | 2017   | 2018   | 2023   |
| Einwohner | 5694   | 6169   | 6183   | 6184   | 6135   | 6206   | 6217   | 6195   | 6236   | 6320   | 6332   | 6413   | 6518   | 6775   |
| Häuser    | 1469   |        |        |        |        |        |        | 1730   | 1737   | 1744   | 1754   | 1763   | 1774   |        |
| Quelle    | [ 38 ] | [ 39 ] | [ 39 ] | [ 39 ] | [ 39 ] | [ 39 ] | [ 39 ] | [ 39 ] | [ 40 ] | [ 40 ] | [ 40 ] | [ 40 ] | [ 41 ] | [ 42 ] |

Ort Uffenheim (= Gemeinde Uffenheim bis zur Gebietsreform)
| Jahr      | 1818   | 1840   | 1852   | 1855   | 1861   | 1867   | 1871   | 1875   | 1880   | 1885   | 1890   | 1895   | 1900   | 1905   | 1910   | 1919   | 1925   | 1933   | 1939   | 1946   | 1950   | 1952   | 1961   | 1970   | 1987   | 2014   |
| Einwohner | 1682   | 1835   | 1896   | 1854   | 1886   | 1965   | 1981   | 2087   | 2255   | 2314   | 2378   | 2322   | 2306   | 2325   | 2389   | 2404   | 2380   | 2679   | 2789   | 3919   | 4125   | 4099   | 4147   | 4948   | 4258   | 4917   |
| Häuser    | 394    | 318    |        |        |        |        | 311    |        |        | 322    | 340    |        | 342    |        |        |        | 393    |        |        |        | 493    |        | 681    |        | 1090   |        |
| Quelle    | [ 29 ] | [ 43 ] | [ 44 ] | [ 44 ] | [ 45 ] | [ 46 ] | [ 47 ] | [ 48 ] | [ 49 ] | [ 50 ] | [ 51 ] | [ 44 ] | [ 52 ] | [ 44 ] | [ 53 ] | [ 44 ] | [ 54 ] | [ 44 ] | [ 44 ] | [ 44 ] | [ 55 ] | [ 44 ] | [ 31 ] | [ 56 ] | [ 38 ] | [ 57 ] |

## Politik

### Stadtrat
Der Stadtrat besteht aus 20 Mitgliedern. Bei der Stadtratswahl am 15. März 2020 führte das Ergebnis zu folgender Sitzverteilung:
| Partei / Liste | Sitze |
| CSU            | 7     |
| SPD            | 5     |
| GRÜNE          | 2     |
| FWG            | 3     |
| Bürgerliste    | 3     |

### Bürgermeister
Wolfgang Lampe (SPD) wurde im März 2014 im zweiten Wahlgang zum Ersten Bürgermeister gewählt und im März 2020 mit 63 % bestätigt.

### Wappen und Flagge
Wappen
| | Blasonierung: „Gespalten; vorne geviert von Silber und Schwarz, hinten in Schwarz ein rotbewehrter goldener Löwe.“ |
| Wappenbegründung: Die Vierung ist das zollerische Stammwappen und erinnert an deren Stadtherrschaft seit 1378. Die Bedeutung des Löwen war lange umstritten. Er ist wohl das burggräfliche Wappentier und nicht der Leopard der Grafen von Hohenlohe, da er nie herschauend dargestellt wird. Uffenheim führt seit dem 16. Jahrhundert ein Wappen. | |

Flagge
Die Gemeindeflagge ist schwarz-weiß.

### Städtepartnerschaften
- Égletons, Département Corrèze, Frankreich
- Pratovecchio, Toskana, Italien
- Kolbudy, Pommern, Polen

## Religion
In Uffenheim gibt es folgende christliche Gemeinden:
- ev.-luth. Kirchengemeinde Uffenheim
- ev.-luth. Pfarrei Langensteinach
- ev.-luth. Pfarrei Wallmersbach
- ev.-luth. Pfarrei Seenheim-Ermetzhofen (für die Ortsteile Custenlohr, Rudolzhofen, Pfeinach)
- ev.-luth. Pfarrei Simmershofen (für die Ortsteile Aspachhof, Brackenlohr)
- ev.-luth. Pfarrei Ulsenheim (für den Ortsteil Uttenhofen)
- Landeskirchliche Gemeinschaft Uffenheim (LKG)
- röm.-kath. Pfarrgemeinde Herz Jesu Uffenheim

## Kultur und Sehenswürdigkeiten

### Museen
- Heimatmuseum (Gollachgaumuseum): Paläontologische Sammlung (fossile Pflanzen und Tiere aus der Gegend), prähistorische Funde von der Steinzeit bis zur Eisenzeit, Hallstattzeit, Bibelsammlung aus dem 17. und 18. Jahrhundert, Bücher des 17. bis 19. Jahrhunderts, handkolorierte Landkarten (17.–18. Jahrhundert), fränkisches Bauernzimmer und eine alte Küche. Eine Besonderheit ist die Uffenheimer Apotheke, die älteste Deutschlands, und eine Arzneimittelsammlung von 1786. Eine Militaria-Sammlung umfasst Gewehre, Helme und Blankwaffen des 18. und 19. Jahrhunderts sowie Ausrüstungsgegenstände der beiden Weltkriege.
- Museum für Zivil- und Wehrtechnik: Das Militär- und Technikmuseum zeigt Fahrzeuge und Panzer, Ausrüstungsgegenstände, Uniformen und Orden sowie zahlreiche Technik aus dem Fernmeldewesen und wird vom Verein für Zivil- und Wehrtechnik e. V. betrieben.[61]

### Musik
- Einige Männer- und Frauengesangsvereine, auch aus dem Umkreis stammend – Spezialisierung auf fränkisch-ländliche Volkslieder
- Chor der Christian-von-Bomhard-Schule
- Orchester der Christian-von-Bomhard-Schule
- Big Band der Christian-von-Bomhard-Schule
- Gesangsensemble HalbZehn (Männerquintett)
- Gesangsensemble Vocabella
- Shady Glamour – Rock/Pop-Band
- Kantorei des ev.-luth. Dekanatsbezirks Uffenheim
- Posaunenchor der ev.-luth. Kirchengemeinde Uffenheim
- ProCheck-Chor des ev.-luth. Dekanatsbezirks Uffenheim
- Rockwerk – Cover-Rock-Band

### Baudenkmäler

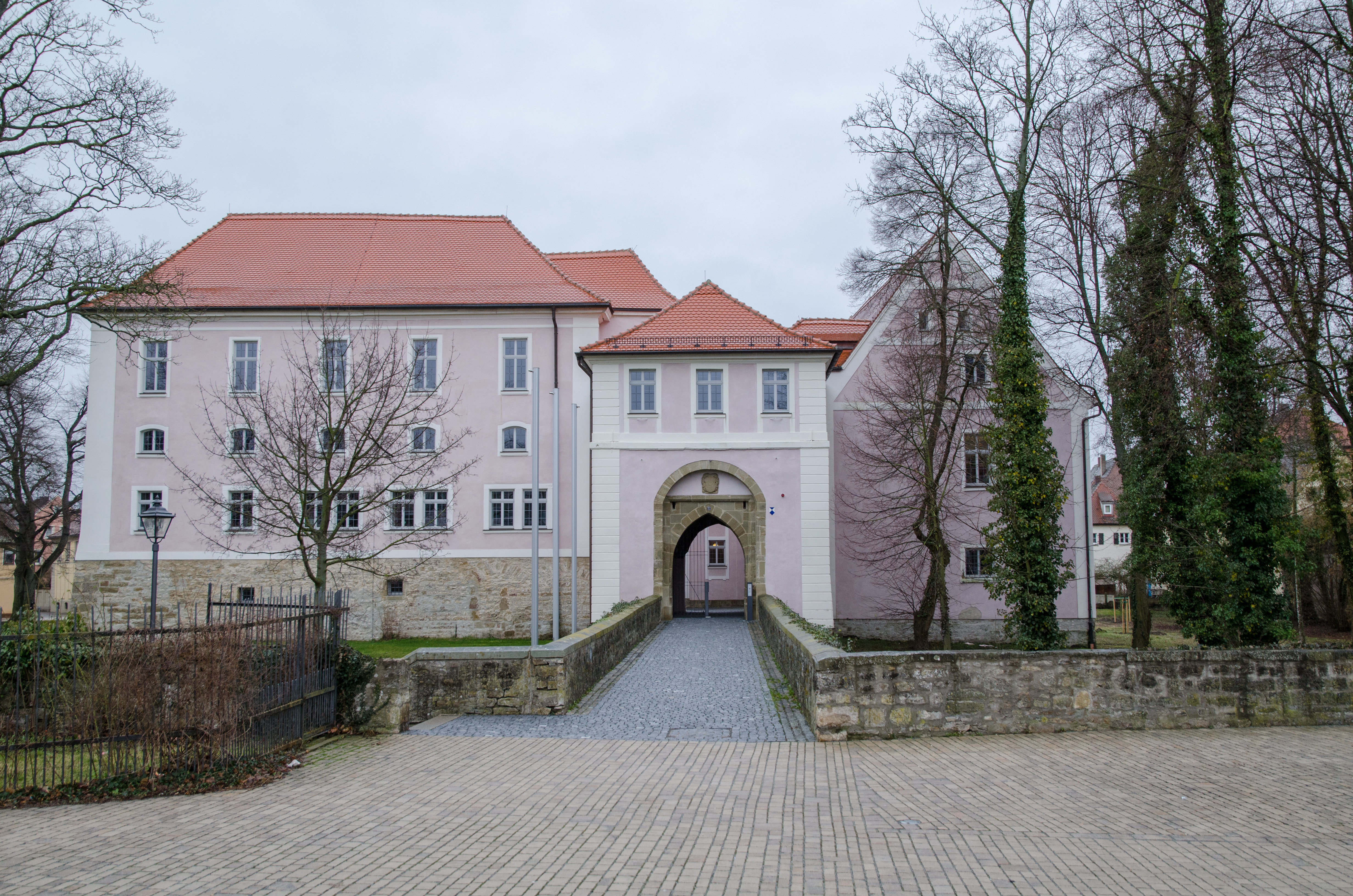
Schloss Uffenheim

- Schloss, ehemalige mittelalterliche Wasserburg, Vierflügelanlage, Torturm 15. Jahrhundert, nach einem Brand im 17. Jahrhundert barocker Umbau des Schlosses durch das markgräfliche Bauamt Ansbach nach Plänen von David Steingruber und Leopoldo Retti 1737–1752. Nach Renovierungsarbeiten 2006 bezog einen Teil des Schlosses das Finanzamt, welches ebenfalls den gegenüberliegenden Neubau in Anspruch nimmt. → Hauptartikel: Schloss Uffenheim
- ev.-luth. Stadtkirche St. Johannis, um 1730, 1945 zerstört, 1953 Wiederaufbau, 1988 Renovierung
- ev.-luth. Spitalkirche, um 1360
- ev.-luth. Dekanat, um 1730
- Friedhof mit Jobstkapelle
- ev. Haus der Kirche, ehemaliges Königlich-Bayerisches Amtsgericht von 1901
- Scherenhof, bedeutendes fränkisches Fachwerkhaus mit Erker, 1571
- Reste der Stadtmauer mit Türmen
- Alte Post von 1709
- obere Mühle von 1776

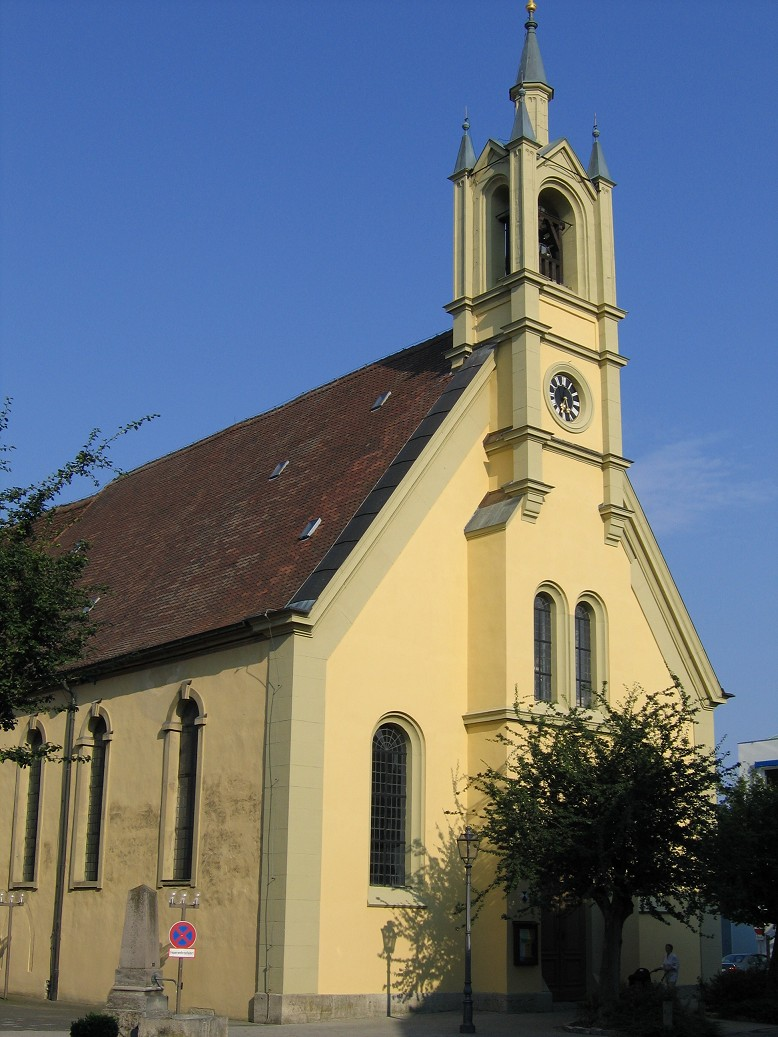
Spitalkirche
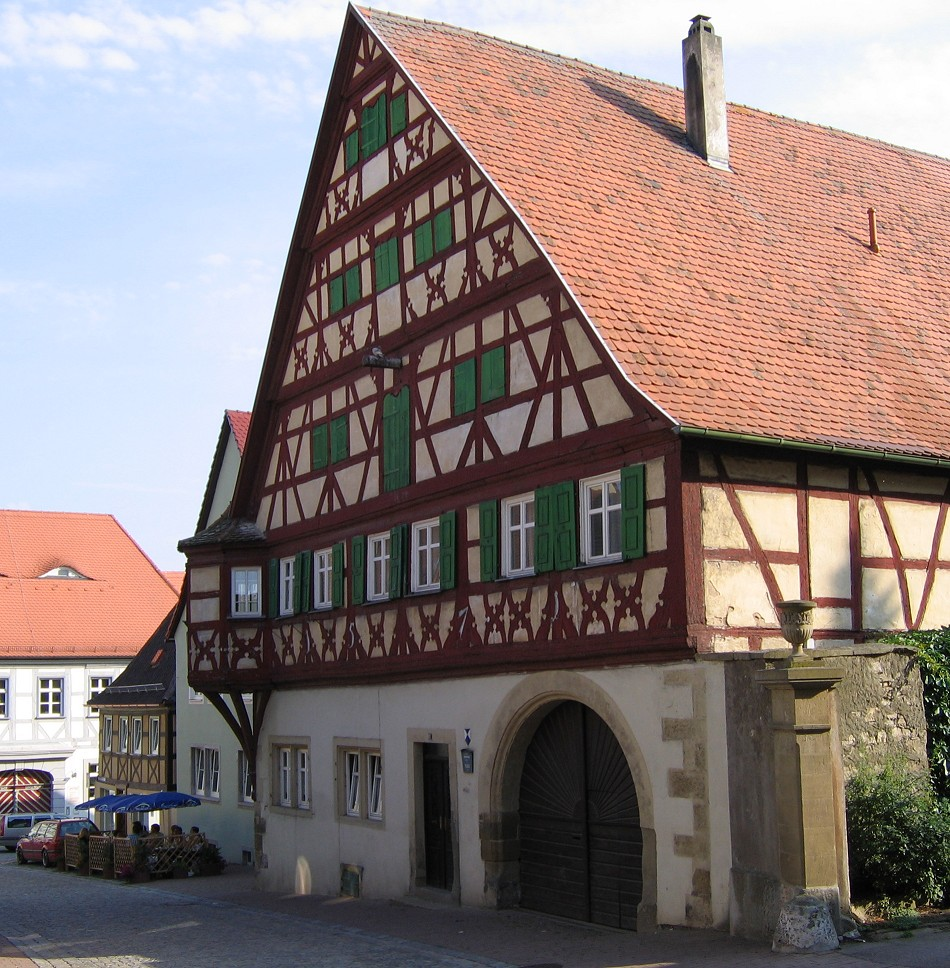
Scherenhof
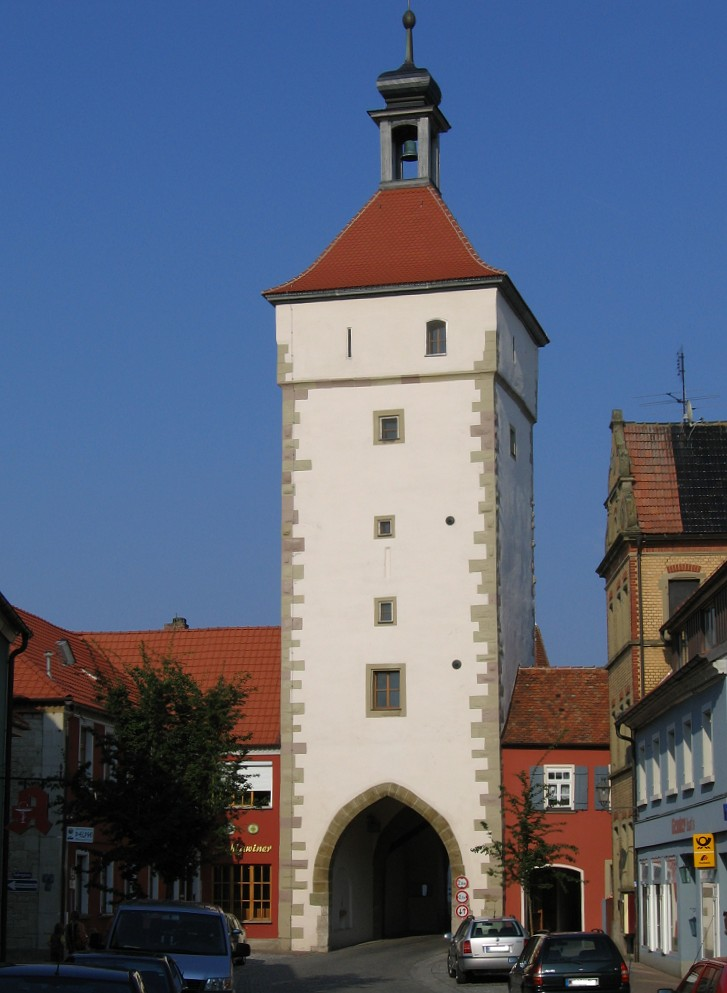
Ansbacher Tor
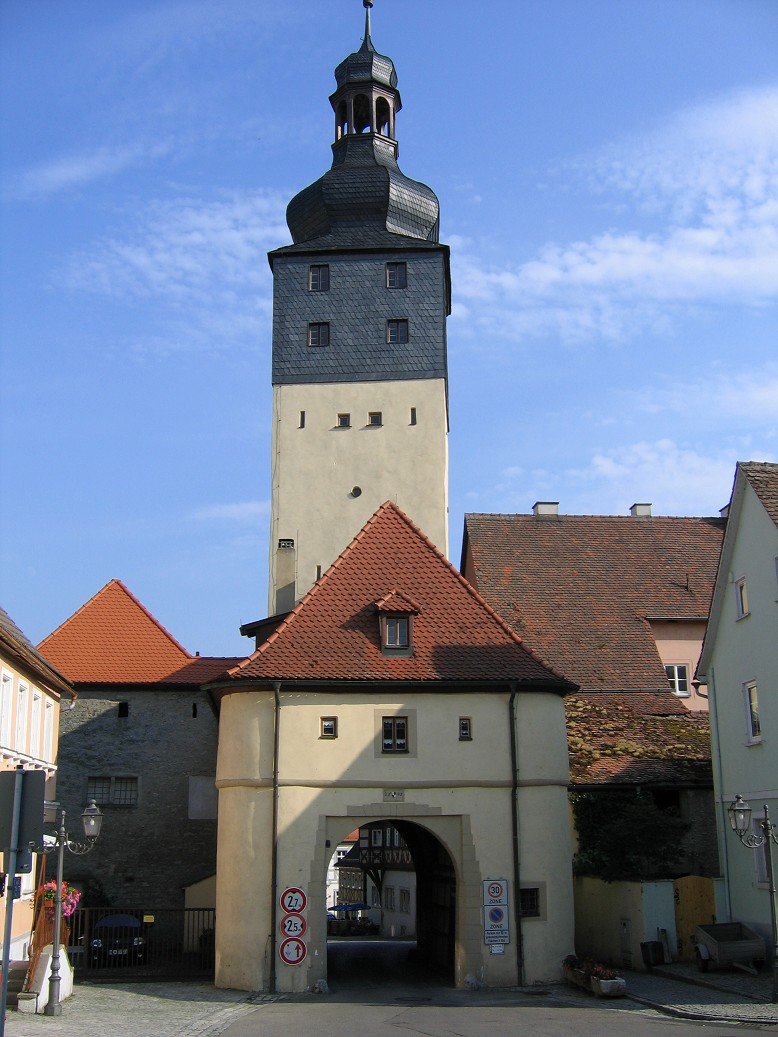
Würzburger Tor
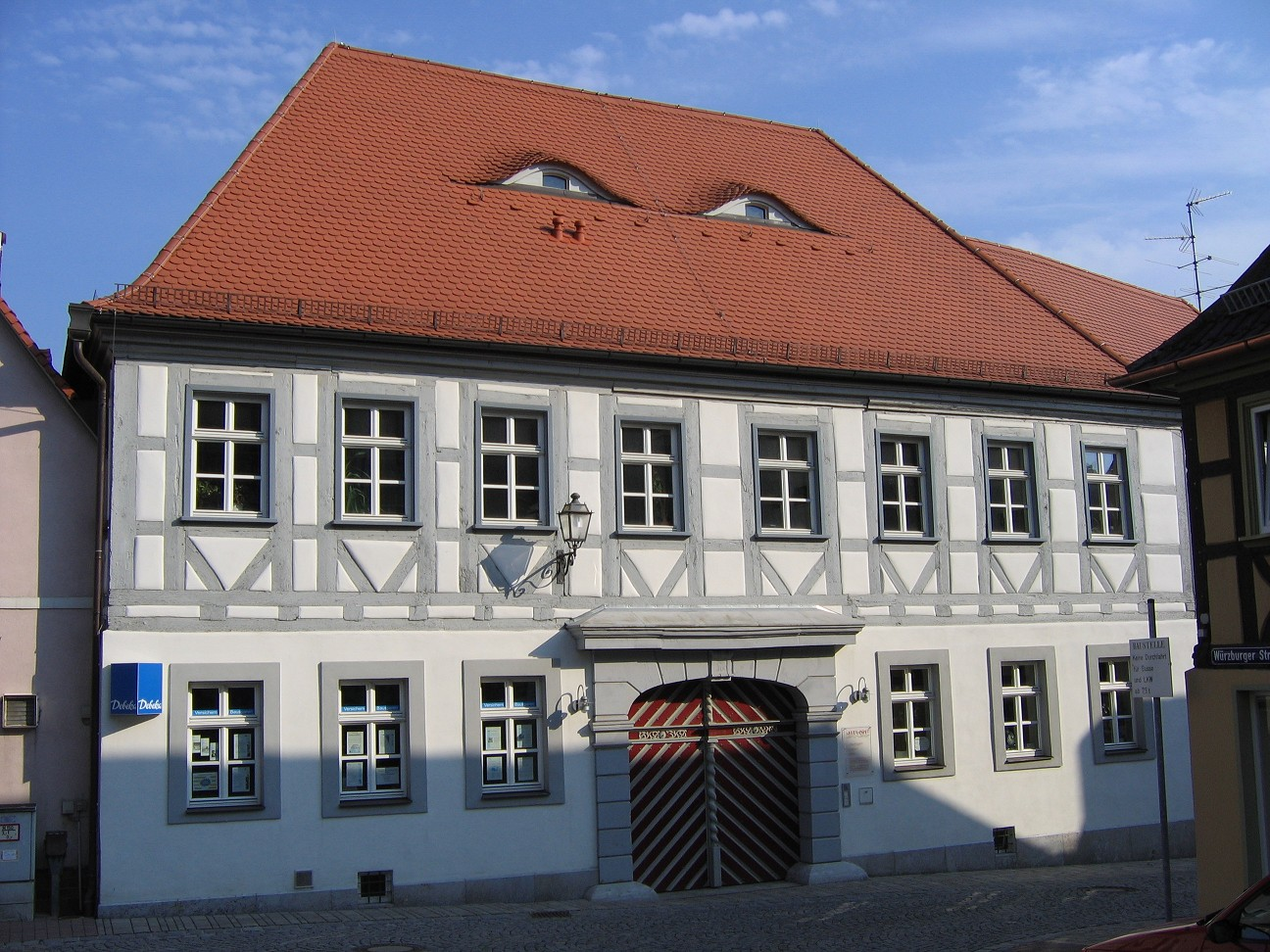
Alte Post

### Sport
- Dartclub Uffenheim (Sligo Power)
- Fußballverein Uffenheim (1.FV Uffenheim)
- Reitverein Uffenheim (Reit- und Fahrverein Uffenheim)
- Schützenverein Uffenheim (Kgl. Priv. Schützengesellschaft Uffenheim)
- Sportgemeinschaft Bomhardschule Uffenheim (SBU)
- Tanzsportverein Uffenheim (TSC Uffenheim)
- Tennisclub Uffenheim (TC Uffenheim)
- Turnverein Uffenheim (TV Uffenheim)
- Verein für deutsche Schäferhunde (Schäferhundeverein Uffenheim)

## Wirtschaft und Infrastruktur

### Verkehr
Der Bahnhof Uffenheim liegt an der Bahnstrecke Treuchtlingen–Würzburg. Hier fahren jeweils stündlich Züge nach Ansbach (Fahrtzeit 31 min) bzw. Würzburg (Fahrtzeit 34 min).
Die Bundesstraße 13 führt über Gollhofen zur Anschlussstelle 105 der Bundesautobahn 7 (6,2 km nordwestlich) bzw. nach Marktbergel (15 km südöstlich). Die Staatsstraße 2256 führt nach Ulsenheim (5 km nordöstlich) bzw. über Adelhofen nach Simmershofen (7,5 km westlich). Die Staatsstraße 2419 führt nach Welbhausen (2,5 km südwestlich). Die Kreisstraße NEA 43 führt nach Custenlohr (3,2 km südlich) bzw. nach Geckenheim (2,6 km nördlich).
Der Fränkische Marienweg führt durch den Ort.

### Ansässige Unternehmen
Im Gewerbegebiet Nord an der Bahnstrecke Treuchtlingen–Würzburg ist adidas ansässig – Im Distributionszentrum erfolgt der Warenversand für den europäischen Raum. Im Gewerbegebiet an der Bundesautobahn 7 finden sich das XXXL Zentrallager, die Mömax Logistik, sowie Unternehmen für Maschinenbau, Verpackungstechnik, Herstellung von Schiffsböden und Schiffsausrüstungen, sowie Forsttechnik.

### Öffentliche Einrichtungen
- ev.-luth. Dekanat und Pfarramt
- Finanzamt, ehemals im Wasserschloss untergebracht, nun im Neubau gegenüber. Der Umzug veranlasste die Stadt Uffenheim zu einem großflächigen Ausbau der Parkplätze und Zufahrtswege.
- Krankenhaus Uffenheim   geschlossen seit August 2013, seit 2014 psychosomatische Klinik (Heiligenfeld)
- Amt für Ernährung, Landwirtschaft und Forsten Uffenheim

### Bildung
- Die Christian-von-Bomhard-Schule[63] ist eine staatlich anerkannte Ersatzschule in kirchlicher Trägerschaft. Sie ist Mitglied der Evangelischen Schulstiftung in Bayern. Dabei sind Gymnasium, Realschule und Fachoberschule für Sozialwesen unter einem Dach zusammen. In der Nähe der Schule besteht ein Internat für Mädchen und Jungen, die eine der Schulen besuchen. Als Gründungsjahr der Schule gilt 1531.
- staatliche Volksschule (Grund- und Mittelschule)
- Frieda-Lang-Haus für Kinder (private Grundschule)
- Kindertagesstätte Am Obstgarten
- ev.-luth. Kindergarten St. Johannis
- ev.-luth. Kindertagesstätte Karoline Kolb
- ev.-luth. Kindergarten Welbhausen

## Persönlichkeiten
- Karl Arnold (1853–1929), Chemiker, Mineraloge und Hochschullehrer
- Johann Friedrich Christoph Bauer (1803–1873), Politiker und evangelischer Theologe
- Johann Lukas Boër, eigentlich Boogers (1751–1835), Arzt, Geburtshelfer und Hochschullehrer
- Friedrich Ehrlicher (1908–1993), Lehrer, Vorsitzender des Bayerischen Jugendherbergswerks und Präsident der Deutschen Unitarier Religionsgemeinschaft.
- Harro Frey (1942–2011), Bildhauer
- Jacob Friedrich Georgii (1697–1762), evangelischer Theologe und Uffenheimer Dekan (ab 1729), Verfasser der „Uffenheimer Nebenstunden“
- Maximilian Götz (* 1986), Rennfahrer
- Friedrich Grieninger (1835–1915), Bürgermeister von Uffenheim von 1862 bis 1875, Reichstags- und Landtagsabgeordneter
- Heinrich Hartung (1878–ungekannt), Landrat
- Karl Hillermeier (1922–2011), Jurist und Politiker (CSU), Mitglied der Bayerischen Staatsregierung von 1966 bis 1988; von 1977 bis 1988 stellvertretender Ministerpräsident
- Friedrich Karl Gottlob Hirsching (1762–1800), Verfasser von Nachschlagewerken
- Georg Hofmann (1923–2012), Politiker (CSU), Landrat
- Wilhelm Holzwarth (1875–1941), Begründer und Herausgeber des Uffenheimer Tageblatts
- Albert Conrad Langenauer (1629–1656), Mediziner, Stadtphysicus in Weiden i.d. Oberpfalz
- Julius Sämann (1911–1999), Parfümeur und Chemiker; Erfinder des Wunder-Baums
- Albert Schmidt (1951–2024), Politiker, Mitglied des Deutschen Bundestages
- Conz Schott von Schottenstein († 1526) markgräflicher Amtmann, verbrachte seine ersten Jahre in Uffenheim
- Josef Schwab (1865–1940), Journalist, Redakteur beim Berliner Tageblatt
- Rudolf von Siebold (1813–1873), Arzt in Uffenheim, Sohn von Johann Bartholomäus von Siebold
- Alexander Thumfart (1959–2022), Politikwissenschaftler
- Friedrich Wencker-Wildberg (1896–1970), Schriftsteller und Landwirt

### Monographien
- J. A. Bullnheimer: Geschichte von Uffenheim: nebst historischen Notizen über dessen nahe und ferne Umgegend, Ansbach: Brügel 1905.
- Walter Gebert u. a.: Uffenheim von Anfang an – Archäologische Ausgrabungen am Schweinemarkt. Verlag Seehars, Uffenheim 1999
- Max Haber, Friedrich Wencker-Wildberg: Sechshundert-Jahrfeier der Stadt Uffenheim, Würzburg: Richter 1949.
- Heinz Hillermeier (Hrsg.): Uffenheim – Stadt und Land; Streifzüge durch die Geschichte unserer fränkischen Heimat. Verlag Seehars, Uffenheim 2004
- Gerhard Rechter: Uffenheim. Häusergeschichte von 1530 bis 1945. Nürnberg 2003 (Quellen und Forschungen zur fränkischen Familiengeschichte, 12), ISBN 978-3-929865-06-6
- Godehard Schramm, Ottmar Fick: Uffenheim und sein Gollachgau. Bildband schwarz-weiß; Verlag Seehars, Uffenheim 1989
- Stadt Uffenheim (Hrsg.): 650 Jahre Uffenheim, Uffenheim 1999.
- Uffenheimer Geschichte und Geschichten. Band 1–9; Wencker-Wildberg-Verlag, Uffenheim
- Uffenheim in alten Ansichten. Wencker-Wildberg-Verlag, Uffenheim

### Artikel
- Johann Kaspar Bundschuh: Uffenheim. In: Geographisches Statistisch-Topographisches Lexikon von Franken. Band 5: S–U. Verlag der Stettinischen Buchhandlung, Ulm 1802, DNB 790364328, OCLC 833753112, Sp. 600–606 (Digitalisat).
- Elisabeth Fuchshuber: Uffenheim (= Historisches Ortsnamenbuch von Bayern, Mittelfranken. Band 6). Michael Laßleben, Kallmünz 1982, ISBN 3-7696-9927-0, S. 195–198.
- Georg Paul Hönn: Uffenheim. In: Lexicon Topographicum des Fränkischen Craises. Johann Georg Lochner, Frankfurt und Leipzig 1747, OCLC 257558613, S. 377–378 (Digitalisat).
- Reinhold Hoeppner (Hrsg.): Landkreis Uffenheim. Verl. f. Behörden u. Wirtschaft Hoeppner, Aßling-Pörsdorf/Obb. 1972, DNB 730115267, S. 23–31.
- Georg Muck: Geschichte von Kloster Heilsbronn von der Urzeit bis zur Neuzeit. Band 2. Verl. für Kunstreprod. Schmidt, Neustadt an der Aisch 1993, ISBN 3-923006-90-X, S. 403 (Volltext [Wikisource] – Erstausgabe: Beck, Nördlingen  1879).
- Hans Karlmann Ramisch: Landkreis Uffenheim (= Bayerische Kunstdenkmale. Band 22). Deutscher Kunstverlag, München 1966, DNB 457879262, S. 185–196.
- Wolf-Armin von Reitzenstein: Lexikon fränkischer Ortsnamen. Herkunft und Bedeutung. Oberfranken, Mittelfranken, Unterfranken. C. H. Beck, München 2009, ISBN 978-3-406-59131-0, S. 225–226.
- Gottfried Stieber: Uffenheim. In: Historische und topographische Nachricht von dem Fürstenthum Brandenburg-Onolzbach. Johann Jacob Enderes, Schwabach 1761, OCLC 231049377, S. 833–854 (Digitalisat).
- Pleikard Joseph Stumpf: Uffenheim. In: Bayern. Ein geographisch-statistisch-historisches Handbuch des Königreiches. Zweiter Theil. München 1853, OCLC 643829991, S. 763–764 (Digitalisat).